# Fanisk
 (novembre 2022).
Fanisk est un groupe de National socialist black metal symphonique américain, originaire de Portland, en Oregon. Le groupe compte au total trois albums, dont le plus célèbre reste Noontide. Le groupe participera à la compilation Anti-Geldof, publiée par le label Supernal Music, avec sa chanson exclusive Nemesis.
Fanisk est dissous le 19 août 2013. D'après Guido von List, le nom Fanisk est un terme archaïque pour phénix et signifie « le début d'une génération par la renaissance ». Les thèmes des chansons sont le Solaire, l'Hermétique et l'Ariosophie et le groupe est affilié au suprémacisme blanc. Vitholf, un des membres de Fanisk, a écrit des paroles pour les groupes de NSBM Infernum et Thor's Hammer. En plus de Fanisk, Eldrig Van See, l'autre membre de Fanisk, est impliqué dans un projet solo nommé Eldrig.

## Biographie
Fanisk, formé par le duo de Vitholf et Eldrig Van See, se rapproche de la galaxie du NSBM américain, malgré une approche musicale totalement différente d'un groupe comme Immortal Pride. Le nom, cité dans les écrits de l'ésotériste Viennois Guido von List, se prête à de nombreuses interprétations, même si le groupe l'associe à la figure et au symbolisme du phénix. Les compositions reflètent une approche diamétralement opposée à la majorité des formations black metal, mettant en scène une musique chargée d'énergie et caractérisée par une utilisation massive de claviers que le groupe qualifie de « Black Solar Art ».
Des deux albums produits au début des années 2000, le premier, le nietzchéen Die and Become (2002), est peut-être encore trop attaché à certains styles de black metal traditionnel, alors que dans le suivant Noontide (2003) les textes sont plutôt cryptiques et se réfèrent aux écrits de penseurs chers au milieu néo-nazi, comme Nietzsche précisément, Savitri Devi, Karl Maria Wiligut ou le déjà cité Guido von List. Le dernier album Insularum (2013) mélange comme les albums précédents de nombreuses influences, allant du black metal symphonique et atmosphérique au néo-classique, et même au rock progressif. Il n'y a rien d'explicitement incorrect dans les œuvres de Fanisk, même si des images et des paroles déterminées trahissent, au-delà de tout doute raisonnable, l'association avec le national-socialisme : pensons simplement à la couverture de la pochette de Noontide, la reproduction d'une image de propagande nazie avec aigle et svastika surimposée sur le soleil de midi. Par la suite, le disque sera réédité sans la croix gammée, sur laquelle sera appliquée un simple rond noir.
Cela dit, la perspective utilisée est personnelle et loin des classifications faciles : le national-socialisme est entendu ici comme doctrine, comme cœur des instances ayant traversé les siècles pour refleurir par la suite durant les années du IIIe Reich, mais qui, bien que venant d'un passé largement lointain, survit encore aujourd'hui. Bien que gravitant autour d'un noyau idéologique similaire, il met sur le même plan le pragmatisme séparatiste d'Immortal Pride d'un côté, et les doctrines ésotériques de Fanisk de l'autre ; ce qui signifie utiliser des analyses grossières, puisqu'il ne pourrait exister deux visions plus différentes l'une de l'autre.
Reste le fait que pour Vitholf ou Eldrig, le travail de Fanisk s'identifie substantiellement avec le credo préconisé par la doctrine hitlérienne, et à ce propos, Eldrig se montre extrêmement clair : « Notre philosophie est simplement une expression de notre existence. Cette idéologie que nous considérons comme vérité absolue provient directement de la nature, comme ça l'a été pour Nietzsche, pour nos ancêtres et les nationaux-socialistes. [...] Ces philosophies sont enracinées dans la nature au point qu'elles sont vues comme une extension de la nature même. Je me considère comme un national-socialiste et Fanisk est un projet strictement national-socialiste. Tout ce que nous faisons est produit selon l'esprit du national-socialisme. [...] Le national-socialisme n'est pas simplement un énième mouvement politique, c'est un mouvement spirituel, jeune, qui porte une philosophie de vie totalisante en harmonie totale avec l'infini. Il est inextricablement connecté avec la force vitale et n'a donc pas été mis en échec durant la Seconde Guerre mondiale, parce qu'il fait partie d'un tableau plus large qui ne peut être détruit. » (Fanisk, A Light unto the Folk, Resistance no 25, hiver 2005-2006)

## Membres
- W.Vitholf - voix, paroles, concept, dessins des albums
- Eldrig Van See - tous les instruments, composition